# Karlspitzen
El Karlspitzen es una montaña de dos picos en el centro de la cordillera Kaisergebirge de los Alpes de piedra caliza del norte de Austria. Los dos picos son el del norte Hinteren Karlspitze (2.281 m) y el del sur Vorderen Karlspitze (2.263 m) con su cruz de la cumbre; están unidos por una cresta aguda, expuesta y rocosa. Visto desde el sur, el Vordere Karlspitze es un bloque de roca enorme y muy prominente, mientras que el Hintere Karlspitze está escondido detrás de otras montañas vecinas (más bajas). 

## Ubicación
Los picos de Karlspitzen se elevan sobre el collado  Ellmauer Tor  y el Steinerne Rinne hacia el este, por lo que se encuentran en el corazón de las montañas Wilder Kaiser. Al este se elevan las cumbres más bajas de  Alto de Goinger y Predigtstuhl, inmediatamente al norte están el Fleischbank y el Totenkirchl y, más al oeste, separadas por la cresta Kopftörl, se encuentra el pico Ellmauer Halt. Gracias a su ubicación, el Karlspitzen tiene amplias vistas tanto del Wilder Kaiser como de las cordilleras vecinas. 

## Rutas
Los Karlspitzen se encuentran entre las cumbres más difíciles y, por lo tanto, menos frecuentadas en el Kaiser. Ninguna ruta señalizada o segura llega hasta el doble pico; una razón más por la que es necesaria experiencia alpina, un sentido de dirección, capacidad de escalada segura y no tener fobia a las alturas. La ruta normal comienza en Ellmauer Tor y solo está marcada por un par de mojones.  No se deben confiar en ningún caso en los mojones porque muchos son engañosos. Sin embargo, es fácil reconocer el sendero. Conduce a través de un paso rocoso y generalmente empinado que implica escalada ligera de dificultad de hasta grado II. Se tarda una hora en llegar a la cresta Karlspitzen, donde la ruta se bifurca hacia el Hinterer y el Vorderer Karlspitze. 